# Mont Martin
Mont Martin är ett berg i Kanada.   Det ligger i provinsen Québec, i den sydöstra delen av landet, 150 km nordväst om huvudstaden Ottawa. Toppen på Mont Martin är 420 meter över havet, eller 161 meter över den omgivande terrängen. Bredden vid basen är 2,2 km.
Terrängen runt Mont Martin är varierad. Runt Mont Martin är det ganska glesbefolkat, med 21 invånare per kvadratkilometer.. Närmaste större samhälle är Deep River, 5,4 km väster om Mont Martin. 
I omgivningarna runt Mont Martin växer i huvudsak blandskog.